# Hwasong 11
Le Hwasong-11 (ou KN-02 Toksa) est une modification nord-coréenne par rétro-ingénierie du missile balistique à courte portée soviétique OTR-21 Totchka.

## Conception et développement
En 1983, la Syrie acquiert un certain nombre de missiles 9K79 Tochka (SS-21 Scarab-A) auprès de l'Union soviétique, un missile guidé à un étage, à propergol solide, d'une portée de 70 kilomètres et d'une précision de 160 mètres (CEP). En 1996, les spécialistes syriens en missiles fournissent à la Corée du Nord des données techniques sur ces missiles, puis en expédient certains exemplaires. Le premier test d'une version produite en Corée du Nord a lieu en avril 2004 et s'avère être un échec, mais un nouveau tir à lieu avec succès le 1er mai 2005 dans la mer du Japon. Le Hwasong 11 a été testé au moins 17 fois. La production initiale aurait commencé en 2006, le missile étant exposé à bord d'un lanceur lors d'un défilé militaire en avril 2007 et entrant en service en 2008. Au moins 50 missiles seraient en service,,.
Le Hwasong 11 est un missile balistique à courte portée, équivalent au Scarab-B amélioré. Bien qu'il ait une portée plus courte que d'autres missiles nord-coréens comme le Scud-C, il a une précision supérieure de près de 100 mètres (CEP) grâce à un guidage inertiel avec un système de corrélation optique en phase terminale. Ceci en fait le missile balistique le plus précis de l'inventaire ; cela lui permet d'être utilisé pour des frappes de précision contre des cibles prioritaires telles que des aérodromes, des postes de commandement, des ponts, des installations de stockage et même des concentrations de troupes ennemies. Son ogive pèse 485 kilogrammes et est probablement constituée d'une charge utile hautement explosive, chimique, à sous-munition, ou thermonucléaire. Les ingénieurs russes pourraient équiper l’OTR-21 d’une tête nucléaire de 100 kilotonnes. Le missile a une portée comprise entre 120 et 140 kilomètres et peut être capable de parcourir 160 kilomètres en réduisant la charge utile à 250 kilogrammes,,,.
Une différence significative entre l'OTR-21 russe et le KN-02 nord-coréen réside dans le tracteur-érecteur-lanceur (TEL). Alors que le missile russe est transporté et tiré par le camion 6×6 9P129 doté de capacités amphibies, le TEL du KN-02 est une version fabriquée localement du camion MAZ-630308-224 biélorusse ou du MAZ-630308-243 en version 6×4 ou 6×6 ; des camions, qui ont une vitesse maximale sur route de 60 kilomètres par heure et qui ne sont pas amphibies. Ces lanceurs ont un cycle de tir court, ils sont capables d'être prêts au lancement en 16 minutes, de lancer le missile en 2 minutes et d'être rechargés en 20 minutes par un véhicule de rechargement de la même conception équipé d'une grue et transportant 2 à 4 missiles,,,,,.

### Évolution
En 2013, des rapports des services de renseignement sud-coréens suggèrent que la Corée du Nord développe une version antinavire du missile balistique du KN-02. Sa portée est estimée entre 200 à 300 kilomètres, soit plus longue que les variantes actuelles du KN-01, et il serait beaucoup plus difficile à intercepter en raison de sa vitesse plus rapide.
En mars 2014, une source militaire sud-coréenne affirme que la portée du KN-02 a été étendue à 170 kilomètres grâce à l'amélioration des performances du moteur. La source affirme également que la Corée du Nord possède 100 missiles et 30 TEL pour les tirer. En août 2014, trois KN-02 sont tirés à une distance de 220 kilomètres avec une précision de 100 mètres.
La version à portée étendue du Hwasong-11 est appelée KN-10,,,. On s'attend à ce que la portée du missile soit supérieure à 230 kilomètres.
Les États-Unis identifient le système KN-10 en 2010.

## Utilisation par la Russie lors de l'invasion de l'Ukraine
Des experts de l'ONU envoyés en Ukraine ont pu analysé les débris de missile utilisé lors d'une attaque menée le 2 janvier 2024 sur Kharkiv et en ont conclu qu'il s'agissait du missile balistique nord-coréen Hwasong-11 ce qui constitue une violation de l’embargo sur les armes, imposé à la Corée du Nord. Les informations sur la trajectoire fournies par les autorités ukrainiennes confirment qu’il a été tiré du territoire de la fédération de Russie.

## Utilisateurs
- Corée du Nord
- Syrie
- Russie[20]